# سوبلا
إدواردو سميث من فاسكونسيلوس سوبليسي (بالبرتغالية: Supla‏) (من مواليد 2 أبريل 1966) ، المعروف باسم سوبلا، موسيقي برازيلي.

## روابط خارجية
- سوبلا على موقع IMDb (الإنجليزية)
- سوبلا على موقع ميوزك برينز (الإنجليزية)
- سوبلا على موقع أول ميوزيك (الإنجليزية)
- سوبلا على موقع ديسكوغز (الإنجليزية)
- سوبلا على موقع قاعدة بيانات الفيلم (الإنجليزية)